# Championnat de Belgique de football de troisième division 1928-1929
Navigation
saison précédente saison suivante
Le Championnat de Belgique de football D3 1928-1929  est la troisième édition du championnat de Promotion (D3) belge.
Les oppositions varient d'intensité selon les séries. Dans la poule "A", le Sportkring Roulers souffle de peu le titre au Royal Courtrai Sport, empêchant celui-ci de remonter directement au 2e niveau national. Dans le bas du classement, Saint-Ignace Sporting Club Anvers et le Sporting Club Méninois sont très vite distancés. Quatre équipes luttent pour éviter la 3e place descendante. Finalement, un test-match est fatal à l'Association Royale Athlétique Termondoise.
Dans le groupe "B", le Charleroi Sporting Club enlève aisément le titre, à peine menacé par Oude God relégué de Division 1. Le Standard Football Club Bouillon, néo-promu, établit un record négatif. Le cercle ardennais n'obtient pas le moindre point et termine avec une différence de buts de moins 199 goals ! Le club n'a plus jamais joué dans les séries nationales depuis lors.
La série "C" ne sourit pas aux clubs louvanistes. Le Stade échoue à un point du titre, derrière le Racing Football Club Montegnée. Par ailleurs, le Victoria et le Sporting Club sont relégués. De nos jours, ces trois cercles sont tous repris à des degrés divers dans Oud-Heverlee Louvain.

## Clubs participants
Quarante-deux clubs prennent part à cette édition, soit le même nombre que lors de la saison précédente. Les équipes sont réparties en trois séries de 14 formations.

### Série A
| #  | Nom                                 | Mat. | Ville           | Stades               | En D3 depuis    | Total en D3 | Province        |
| -- | ----------------------------------- | ---- | --------------- | -------------------- | --------------- | ----------- | --------------- |
| 1  | Royal Courtrai Sports               | 19   | Courtrai        | ??                   | 1928-1929 (1re) | 2 saisons   | Fl. occidentale |
| 2  | Sporting Club Saint-Ignace Anvers   | 29   | Deurne          | ??                   | 1927-1928 (2e)  | 2 saisons   | Anvers          |
| 3  | Racing Club Tournaisien             | 36   | Tournai         | Drève de Maire       | 1926-1927 (3e)  | 3 saisons   | Hainaut         |
| 4  | Club Renaisien                      | 46   | Renaix          | Parc Lagache         | 1926-1927 (3e)  | 3 saisons   | Fl. orientale   |
| 5  | Sportvereeniging Blankenberghe      | 48   | Blankenberge    | ??                   | 1926-1927 (3e)  | 3 saisons   | Fl. occidentale |
| 6  | Association Athlétique Termondoise  | 59   | Termonde        | ??                   | 1926-1927 (3e)  | 3 saisons   | Fl. orientale   |
| 7  | Borgerthoutsche Sportkring          | 84   | Borgerhout      | ??                   | 1927-1928 (2e)  | 2 saisons   | Anvers          |
| 8  | Knokke Football Club                | 101  | Knokke          | ??                   | 1927-1928 (2e)  | 2 saisons   | Fl. occidentale |
| 9  | Sportkring Roulers                  | 134  | Roulers         | Schierveld           | 1926-1927 (3e)  | 3 saisons   | Fl. occidentale |
| 10 | Sint-Niklaassche Sportkring         | 221  | St-Nicolas/Waas | ??                   | 1926-1927 (3e)  | 3 saisons   | Fl. orientale   |
| 11 | Sportkring Hoboken                  | 285  | Hoboken         | ??                   | 1926-1927 (3e)  | 3 saisons   | Anvers          |
| 12 | Royale Union Sportive Tournaisienne | 26   | Tournai         | stade Gaston Horlait | 1928-1929 (1re) | 2 saisons   | Hainaut         |
| 13 | Sporting Club Méninois              | 56   | Menin           | stade Daniel Devos   | 1928-1929 (1re) | 1 saison    | Fl. occidentale |
| 14 | Sportvereeniging Audenaerde         | 81   | Audenarde       | ??                   | 1928-1929 (1re) | 1 saison    | Fl. orientale   |

### Localisations Série A
| \| Anvers · SC St-Ignace Anvers · SK Hoboken · Borgerhoutsche SK Knokke FC Courtrai Sp. Menin SV Blankenberge Roulers Anvers FC Renaix RC Tournai US Tournai St-Nicolas Audenarde Termonde \| Localisation des clubs engagés en Promotion A 1928-1929 |
| Anvers · SC St-Ignace Anvers · SK Hoboken · Borgerhoutsche SK Knokke FC Courtrai Sp. Menin SV Blankenberge Roulers Anvers FC Renaix RC Tournai US Tournai St-Nicolas Audenarde Termonde                                                               |

### Série B
| #  | Nom                                  | Mat. | Ville           | Stades                          | En D3 depuis    | Total en D3 | Province   |
| -- | ------------------------------------ | ---- | --------------- | ------------------------------- | --------------- | ----------- | ---------- |
| 1  | Voetbalvereeniging Oude God Sport    | 68   | Mortsel         | ??                              | 1928-1929 (1re) | 1 saison    | Anvers     |
| 2  | Charleroi Sporting Club              | 22   | Charleroi       | rue Spinoy                      | 1926-1927 (3e)  | 3 saisons   | Hainaut    |
| 3  | Humbeek Football Club                | 39   | Humbeek         | ??                              | 1926-1927 (3e)  | 3 saisons   | Brabant    |
| 4  | Union Sportive de Liège              | 40   | Loncin          | ??                              | 1926-1927 (3e)  | 3 saisons   | Liège      |
| 5  | Ixelles Sporting Club                | 42   | Ixelles         | ??                              | 1926-1927 (3e)  | 3 saisons   | Brabant    |
| 6  | Albert Elisabeth Club Mons           | 44   | Mons            | rue du Tir                      | 1926-1927 (3e)  | 3 saisons   | Hainaut    |
| 7  | Club Sportif de Schaerbeek           | 55   | Schaerbeek      | Parc Josaphat                   | 1926-1927 (3e)  | 3 saisons   | Brabant    |
| 8  | Association Sportive Herstalienne    | 82   | Herstal         | ??                              | 1927-1928 (2e)  | 2 saisons   | Liège      |
| 9  | Jeunesse Arlonaise                   | 143  | Arlon           | ??                              | 1926-1927 (3e)  | 3 saisons   | Luxembourg |
| 10 | Olympic Club Charleroi               | 246  | Montignies-s-S. | stade de La Neuville            | 1926-1927 (3e)  | 3 saisons   | Hainaut    |
| 11 | Football Club Zwarte Leeuw Vilvoorde | 306  | Vilvorde        | ??                              | 1927-1928 (2e)  | 2 saisons   | Brabant    |
| 12 | Entente Tamines                      | 127  | Tamines         | Stade communal rue Saint Martin | 1928-1929 (1re) | 2 saisons   | Namur      |
| 13 | Stade Waremmien Football Club        | 190  | Waremme         | ??                              | 1928-1929 (1re) | 2 saisons   | Liège      |
| 14 | Football Club St-Louis Bouillon      | 187  | Bouillon        | ??                              | 1928-1929 (1re) | 1 saison    | Luxembourg |

### Localisations Série B
| \| VV Oude God Sport Humbeek Zw.L. Vilvorde CS Schaerbeek Ixelles SC AEC Mons S.C. Charleroi O.C. Charleroi Ent. Tamines St. Waremmien AS Herstalienne US Liège Arlon Bouillon \| Localisation des clubs engagés en Promotion B 1928-1929 |
| VV Oude God Sport Humbeek Zw.L. Vilvorde CS Schaerbeek Ixelles SC AEC Mons S.C. Charleroi O.C. Charleroi Ent. Tamines St. Waremmien AS Herstalienne US Liège Arlon Bouillon                                                               |

### Série C
| #  | Nom                                 | Mat. | Ville       | Stades          | En D3 depuis    | Total en D3 | Province |
| -- | ----------------------------------- | ---- | ----------- | --------------- | --------------- | ----------- | -------- |
| 1  | Fléron Football Club                | 33   | Fléron      | ??              | 1928-1929 (1re) | 2 saisons   | Liège    |
| 2  | Football Club Sérésien              | 17   | Seraing     | stade du Pairay | 1926-1927 (3e)  | 3 saisons   | Liège    |
| 3  | Stade Louvaniste                    | 18   | Louvain     | ??              | 1926-1927 (3e)  | 3 saisons   | Brabant  |
| 4  | Royal Football Club Bressoux        | 23   | Bressoux    | ??              | 1926-1927 (3e)  | 3 saisons   | Liège    |
| 5  | Excelsior Football Club Hasselt     | 37   | Hasselt     | ??              | 1926-1927 (3e)  | 3 saisons   | Limbourg |
| 6  | Cappellen Football Club             | 43   | Kapellen    | ??              | 1926-1927 (3e)  | 3 saisons   | Anvers   |
| 7  | Hasseltse Voetbal Vereeniging       | 65   | Hasselt     | ??              | 1927-1928 (2e)  | 2 saisons   | Limbourg |
| 8  | Racing Football Club Montegnée      | 77   | Montegnée   | ??              | 1926-1927 (3e)  | 3 saisons   | Liège    |
| 9  | La Jeunesse d'Eupen                 | 108  | Eupen       | ??              | 1927-1928 (2e)  | 2 saisons   | Liège    |
| 10 | Racing Club Tirlemont               | 132  | Tirlemont   | ??              | 1926-1927 (3e)  | 3 saisons   | Brabant  |
| 11 | Victoria Football Club Louvain      | 206  | Louvain     | ??              | 1926-1927 (3e)  | 3 saisons   | Brabant  |
| 12 | Turnhoutse Sportkring Hand-in-Hand  | 210  | Turnhout    | ??              | 1928-1929 (1re) | 1 saison    | Anvers   |
| 13 | Sporting Club Louvain               | 223  | Louvain     | ??              | 1928-1929 (1re) | 1 saison    | Brabant  |
| 14 | Sint-Truidensche Voetbalvereeniging | 373  | Saint-Trond | ??              | 1928-1929 (1re) | 1 saison    | Limbourg |

### Localisations Série C
| \| Louvain · R. Stade Louvaniste · Victoria FC Louvain · SC Louvain Liège · FC Sérésien · FC Bressoux · Racing FC Montegnée · + · Fléron FC Cappellen FC Turnhoutse SK HIH Louvain RC Tirlemont Exc. Hasselt Hasseltse VV St-Truidense VV Liège Eupen \| Localisation des clubs engagés en Promotion C 1928-1929 |
| Louvain · R. Stade Louvaniste · Victoria FC Louvain · SC Louvain Liège · FC Sérésien · FC Bressoux · Racing FC Montegnée · + · Fléron FC Cappellen FC Turnhoutse SK HIH Louvain RC Tirlemont Exc. Hasselt Hasseltse VV St-Truidense VV Liège Eupen                                                               |

## Classements
- Le nom des clubs est celui employé à l'époque

Légende
- Champion & Promu en Division 1 (D2)
- clubs devant disputer un « test-match » pour assurer son maintien en Promotion
- clubs relégué vers les séries inférieures

Abréviations
 : Relégué de Division 1 (D2) 1927-1928

 : Promu depuis les séries inférieures

### Promotion A
| Rang | Équipe              | Pts | J  | G  | N | P  | Bp | Bc  | Diff |
| ---- | ------------------- | --- | -- | -- | - | -- | -- | --- | ---- |
| 1    | SK ROULERS          | 35  | 26 | 14 | 7 | 5  | 58 | 33  | +25  |
| 2    | R. Courtrai Sport   | 34  | 26 | 16 | 2 | 8  | 72 | 34  | +38  |
| 3    | Knokke FC           | 30  | 26 | 13 | 4 | 9  | 84 | 58  | +26  |
| 4    | SK Hoboken          | 30  | 26 | 14 | 2 | 10 | 64 | 44  | +20  |
| 5    | SV Blankenberghe    | 30  | 26 | 12 | 6 | 8  | 52 | 55  | -3   |
| 6    | RC Tournaisien      | 29  | 26 | 12 | 5 | 9  | 56 | 41  | +15  |
| 7    | Borgerhoutsche SK   | 29  | 26 | 11 | 7 | 8  | 51 | 42  | +9   |
| 8    | Club Renaisien      | 29  | 26 | 12 | 5 | 9  | 61 | 52  | +9   |
| 9    | SV Audenaerde       | 28  | 26 | 11 | 6 | 9  | 52 | 52  | 0    |
| 10   | St-Niklaassche SK   | 28  | 26 | 13 | 2 | 11 | 58 | 71  | -13  |
| 11   | R. US Tournaisienne | 26  | 26 | 9  | 8 | 9  | 50 | 45  | +5   |
| 11   | ARA Termondoise     | 26  | 26 | 10 | 6 | 10 | 42 | 51  | -9   |
| 13   | St-Ignace SC Anvers | 9   | 26 | 3  | 3 | 20 | 51 | 92  | -41  |
| 14   | SC Méninois         | 1   | 26 | 0  | 1 | 25 | 24 | 105 | -81  |

### Promotion B
| Rang | Équipe                    | Pts | J  | G  | N | P  | Bp | Bc  | Diff |
| ---- | ------------------------- | --- | -- | -- | - | -- | -- | --- | ---- |
| 1    | R. CHARLEROI SC           | 44  | 26 | 21 | 2 | 3  | 83 | 23  | +60  |
| 2    | VV Oude God Sport         | 39  | 26 | 17 | 5 | 4  | 93 | 44  | +49  |
| 3    | AS Herstalienne           | 37  | 26 | 16 | 5 | 5  | 79 | 35  | +44  |
| 4    | Olympic CC                | 36  | 26 | 16 | 4 | 6  | 86 | 34  | +52  |
| 5    | CS Schaerbeek             | 32  | 26 | 14 | 4 | 8  | 77 | 55  | +22  |
| 6    | AEC Mons                  | 30  | 26 | 12 | 6 | 8  | 54 | 43  | +11  |
| 7    | Entente Tamines           | 24  | 26 | 9  | 6 | 11 | 57 | 51  | +6   |
| 8    | Stade Waremmien FC        | 22  | 26 | 9  | 4 | 13 | 64 | 56  | +8   |
| 9    | US Liège                  | 22  | 26 | 8  | 6 | 12 | 57 | 52  | +5   |
| 10   | Humbeek FC                | 21  | 26 | 8  | 5 | 13 | 76 | 74  | +2   |
| 11   | FC Zwarte Leeuw Vilvoorde | 21  | 26 | 8  | 5 | 13 | 43 | 53  | -10  |
| 12   | Jeunesse Arlonaise        | 19  | 26 | 9  | 1 | 16 | 58 | 87  | -29  |
| 13   | Ixelles SC                | 17  | 26 | 7  | 3 | 16 | 44 | 65  | -21  |
| 14   | FC St-Louis Bouillon      | 0   | 26 | 0  | 0 | 26 | 21 | 220 | -199 |

### Promotion C
| Rang | Équipe               | Pts | J  | G  | N | P  | Bp | Bc | Diff |
| ---- | -------------------- | --- | -- | -- | - | -- | -- | -- | ---- |
| 1    | RACING FC MONTEGNEE  | 39  | 26 | 18 | 3 | 5  | 75 | 31 | +44  |
| 2    | R. Stade Louvaniste  | 38  | 26 | 16 | 6 | 4  | 66 | 32 | +34  |
| 3    | R. FC Bressoux       | 33  | 26 | 15 | 3 | 8  | 64 | 54 | +10  |
| 4    | Cappellen FC         | 31  | 26 | 15 | 1 | 10 | 50 | 58 | -8   |
| 5    | Turnhoutsche SK HIH  | 29  | 26 | 13 | 3 | 10 | 81 | 68 | +13  |
| 6    | Excelsior FC Hasselt | 28  | 26 | 10 | 8 | 8  | 50 | 42 | +8   |
| 7    | RC Tirlemont         | 27  | 26 | 11 | 5 | 10 | 48 | 39 | +9   |
| 8    | Hasseltse VV         | 25  | 26 | 8  | 9 | 9  | 60 | 60 | 0    |
| 9    | R. FC Sérésien       | 25  | 26 | 10 | 5 | 11 | 43 | 47 | -4   |
| 10   | La Jeunesse d'Eupen  | 24  | 26 | 10 | 4 | 12 | 67 | 58 | +9   |
| 11   | Fléron FC            | 20  | 26 | 9  | 2 | 15 | 51 | 69 | -18  |
| 12   | Victoria FC Louvain  | 19  | 26 | 6  | 7 | 13 | 36 | 55 | -19  |
| 13   | St-Truidensche VV    | 15  | 26 | 6  | 3 | 17 | 35 | 73 | -38  |
| 14   | SC Louvain           | 11  | 26 | 4  | 3 | 19 | 27 | 67 | -40  |

## Déroulement de la saison

### Résultats des rencontres - Série A
| Résultats (▼dom., ►ext.)                                   | 1 | 2 | 3 | 4 | 5 | 6 | 7 | 8 | 9 | 10 | 11 | 12 | 13 | 14 |
|                                                            |   | - | - | - | - | - | - | - | - | -  | -  | -  | -  | -  |
|                                                            | - |   | - | - | - | - | - | - | - | -  | -  | -  | -  | -  |
|                                                            | - | - |   | - | - | - | - | - | - | -  | -  | -  | -  | -  |
|                                                            | - | - | - |   | - | - | - | - | - | -  | -  | -  | -  | -  |
|                                                            | - | - | - | - |   | - | - | - | - | -  | -  | -  | -  | -  |
|                                                            | - | - | - | - | - |   | - | - | - | -  | -  | -  | -  | -  |
|                                                            | - | - | - | - | - | - |   | - | - | -  | -  | -  | -  | -  |
|                                                            | - | - | - | - | - | - | - |   | - | -  | -  | -  | -  | -  |
|                                                            | - | - | - | - | - | - | - | - |   | -  | -  | -  | -  | -  |
|                                                            | - | - | - | - | - | - | - | - | - |    | -  | -  | -  | -  |
|                                                            | - | - | - | - | - | - | - | - | - | -  |    | -  | -  | -  |
|                                                            | - | - | - | - | - | - | - | - | - | -  | -  |    | -  | -  |
|                                                            | - | - | - | - | - | - | - | - | - | -  | -  | -  |    | -  |
|                                                            | - | - | - | - | - | - | - | - | - | -  | -  | -  | -  |    |
| - Victoire à domicile - Match nul - Victoire à l'extérieur |   |   |   |   |   |   |   |   |   |    |    |    |    |    |

### Résultats des rencontres - Série B
| Résultats (▼dom., ►ext.)                                   | 1 | 2 | 3 | 4 | 5 | 6 | 7 | 8 | 9 | 10 | 11 | 12 | 13 | 14 |
|                                                            |   | - | - | - | - | - | - | - | - | -  | -  | -  | -  | -  |
|                                                            | - |   | - | - | - | - | - | - | - | -  | -  | -  | -  | -  |
|                                                            | - | - |   | - | - | - | - | - | - | -  | -  | -  | -  | -  |
|                                                            | - | - | - |   | - | - | - | - | - | -  | -  | -  | -  | -  |
|                                                            | - | - | - | - |   | - | - | - | - | -  | -  | -  | -  | -  |
|                                                            | - | - | - | - | - |   | - | - | - | -  | -  | -  | -  | -  |
|                                                            | - | - | - | - | - | - |   | - | - | -  | -  | -  | -  | -  |
|                                                            | - | - | - | - | - | - | - |   | - | -  | -  | -  | -  | -  |
|                                                            | - | - | - | - | - | - | - | - |   | -  | -  | -  | -  | -  |
|                                                            | - | - | - | - | - | - | - | - | - |    | -  | -  | -  | -  |
|                                                            | - | - | - | - | - | - | - | - | - | -  |    | -  | -  | -  |
|                                                            | - | - | - | - | - | - | - | - | - | -  | -  |    | -  | -  |
|                                                            | - | - | - | - | - | - | - | - | - | -  | -  | -  |    | -  |
|                                                            | - | - | - | - | - | - | - | - | - | -  | -  | -  | -  |    |
| - Victoire à domicile - Match nul - Victoire à l'extérieur |   |   |   |   |   |   |   |   |   |    |    |    |    |    |

### Résultats des rencontres - Série C
| Résultats (▼dom., ►ext.)                                   | 1 | 2 | 3 | 4 | 5 | 6 | 7 | 8 | 9 | 10 | 11 | 12 | 13 | 14 |
|                                                            |   | - | - | - | - | - | - | - | - | -  | -  | -  | -  | -  |
|                                                            | - |   | - | - | - | - | - | - | - | -  | -  | -  | -  | -  |
|                                                            | - | - |   | - | - | - | - | - | - | -  | -  | -  | -  | -  |
|                                                            | - | - | - |   | - | - | - | - | - | -  | -  | -  | -  | -  |
|                                                            | - | - | - | - |   | - | - | - | - | -  | -  | -  | -  | -  |
|                                                            | - | - | - | - | - |   | - | - | - | -  | -  | -  | -  | -  |
|                                                            | - | - | - | - | - | - |   | - | - | -  | -  | -  | -  | -  |
|                                                            | - | - | - | - | - | - | - |   | - | -  | -  | -  | -  | -  |
|                                                            | - | - | - | - | - | - | - | - |   | -  | -  | -  | -  | -  |
|                                                            | - | - | - | - | - | - | - | - | - |    | -  | -  | -  | -  |
|                                                            | - | - | - | - | - | - | - | - | - | -  |    | -  | -  | -  |
|                                                            | - | - | - | - | - | - | - | - | - | -  | -  |    | -  | -  |
|                                                            | - | - | - | - | - | - | - | - | - | -  | -  | -  |    | -  |
|                                                            | - | - | - | - | - | - | - | - | - | -  | -  | -  | -  |    |
| - Victoire à domicile - Match nul - Victoire à l'extérieur |   |   |   |   |   |   |   |   |   |    |    |    |    |    |

### Test-match pour désigner le3edescendant(12eplacePromotion A)
| Date       | Equipe 1            | Equipe 2        | Score | Remarques |
| ---------- | ------------------- | --------------- | ----- | --------- |
| 09/06/1929 | R. US Tournaisienne | ARA Termondoise | 2-1   |           |
|            | ARA Termondoise     | Relégué         |       |           |

## Récapitulatif de la saison
- Champion A: SK Roeselare (1er titre en D3)
- Champion B: R. Charleroi SC (1er titre en D3)
- Champion C: Racing FC Montegnée (1er titre en D3)
- Premier titre de "D3" pour la Province de Hainaut.
- Deuxième titre de "D3" pour la Province de Liège.
- Deuxième titre de "D3" pour la Province de Flandre occidentale.

| Région flamande (18)            | Région flamande (18) | Province de Brabant (8)      | Province de Brabant (8) | Région wallonne (16)   | Région wallonne (16) |
| ------------------------------- | -------------------- | ---------------------------- | ----------------------- | ---------------------- | -------------------- |
| Province d'Anvers               | 6                    | Région de Bruxelles-Capitale | 2                       | Province de Hainaut    | 5                    |
| Province de Flandre-Occidentale | 5                    | Province du Brabant flamand  | 6                       | Province de Liège      | 8                    |
| Province de Flandre-Orientale   | 4                    | Province du Brabant wallon   | 0                       | Province de Luxembourg | 2                    |
| Province de Limbourg            | 3                    |                              |                         | Province de Namur      | 1                    |

1. ↑  Au niveau footballistique, la province de Brabant est toujours unitaire malgré sa partition territoriale en 1995.

- RAPPEL: En Belgique, le principe d'une frontière linguistique est créé par la Loi du 21 juillet 1921, mais elle n'est définitivement fixée que par les Lois du 8 novembre 1962. Cette « frontière » voit ses effets principaux se marquer à partir de 1963 avec, par exemple, les passages de Mouscron en Hainaut ou de Fourons au Limbourg. La Belgique ne devient un  État fédéralisé qu'à partir de 1970 lorsqu'est appliquée la première réforme constitutionnelle. À ce moment, l'ajout de l'« Article 59bis » crée les « Communautés » alors que le plus délicat, car longtemps et âprement débattu, « Article 107quater » établit les « Régions ». La Région de Bruxelles-Capitale ne voit le jour qu'en 1989. La scission de la Province de Brabant en deux (flamand et wallon) n'intervient officiellement qu'au 1er janvier 1995.

## Montée vers le.../ Relégation du2eniveau
Le SK Roulers, le Charleroi SC et le Racing FC Montegnée sont promus en Division 1 (D2).
À la fin de la saison, le CS Tongrois, le Boom FC et l'AS Renaisienne doivent quitter le 2e niveau national.

## Débuts en séries nationales (et donc en Division 3)
Cinq clubs effectuèrent leurs débuts en séries nationales.
- Turnhoutsche SK HIH (19e club de la Province d'Anvers) - 7e Anversois en D3 ;
- SC Louvain (23e club de la Province de Brabant) - 11e Brabançon en D3 ;
- SC Meninois (12e club de la Province de Flandre occidentale) - 8e Flandrien occidental en D3 ;
- St-Truidensche VV (5e club de la Province de Limbourg) - 4e Limbourgeois en D3 ;
- FC St-Louis Bouillon (3e club de la Province de Luxembourg) - 3e Luxembourgeois en D3 ;

## Débuts en Division 3
Les deux clubs suivants ont déjà évolué en séries nationales précédemment:

### Promu au3eniveaucette saison
- SV Oudenaarde est le 6e Flandrien oriental en D3 ;

### Relégué au3eniveaucette saison
- VV Oude God Sport est le - 7e Anversois en D3 (ex aequo avec Turnhout HIH, voi ci-dessus) ;

## Relégations vers le niveau inférieur
Les neuf relégués, triés par Province, furent:
| Clubs                                       |   | Provinces                       |
| ------------------------------------------- | - | ------------------------------- |
| St-Ignace SC Anvers                         | ⇒ | Province d'Anvers               |
| Ixelles SC, SC Louvain, Victoria FC Louvain | ⇒ | Province de Brabant             |
| SC Méninois                                 | ⇒ | Province de Flandre-Occidentale |
| ARA Termondoise                             | ⇒ | Province de Flandre-Orientale   |
|                                             | ⇒ | Province de Hainaut             |
|                                             | ⇒ | Province de Liège               |
| St-Truidensche VV                           | ⇒ | Province de Limbourg            |
| Jeunesse Arlonaise, FC St-Louis Bouillon    | ⇒ | Province de Luxembourg          |
|                                             | ⇒ | Province de Namur               |

## Montée depuis le niveau inférieur
Clubs promus depuis les séries inférieures:
| Provinces                       | Montant             |
| ------------------------------- | ------------------- |
| Province d'Anvers               | Belgica FC Edegem   |
| Province de Brabant             | CS St-Josse         |
| Province de Flandre-Occidentale | AS Ostendaise       |
| Province de Flandre-Orientale   | RC Wetteren         |
| Province de Hainaut             | Union Jemappes      |
| Province de Liège               | FC Malmundaria 1904 |
| Province de Limbourg            | Patria FC Tongres   |
| Province de Luxembourg          | Union FC Marche     |
| Province de Namur               | CS Andennais        |

## Divisions inférieures
Comme on peut le voir ci-dessus, les nouveaux venus pour la saison suivante sont chacun originaires d'une Province différente.
Près de 10 ans après la fin de la Première Guerre mondiale, le football belge a repris son développement. L'URSBFA manœuvre correctement. Elle se renforce tout en fidélisant ses clubs.
La Fédération belge commence à articuler ses compétitions selon une forme pyramidale de plus en plus proche de ce que nous connaissons aujourd'hui. La création du 3e niveau national en 1926 en est une étape. La structuration des séries inférieures sur base des Provinces administratives en est une autre.
En cette fin des années 1920 et le début des années 1930, le football belge enregistre la "création d'Ententes de clubs" qui sont les bases des actuels Comités provinciaux. L'Entente verviétoise est créée en 1926, l'Entente liégeoise en 1927, l'Entente namuroise en 1930. Ces associations s'affilient  à l'Union Belge et reçoivent un n° matricule.
La transition s'opère de séries "régionales" en séries provinciales.